# Venezuela en la clasificación de Conmebol para la Copa Mundial de Fútbol de 1990
La selección de fútbol de Venezuela fue una de las nueve selecciones de fútbol que participaron en la clasificación de Conmebol para la Copa Mundial de Fútbol de 1990, en la que se definieron los representantes de Conmebol para la Copa Mundial de Fútbol de 1990, que se desarrolló en Italia.

## Sistema de juego
Para la Copa Mundial de Fútbol de 1990 de Italia, la Conmebol dispuso de 3½ plazas de un total de 24, incluyendo a Argentina —ya clasificada por ser la campeona del Mundial de 1986—. Las nueve selecciones de la región formaron tres grupos para disputar los 2,5 cupos restantes. Los ganadores de los grupos 1 y 3 clasificaron directamente al Mundial, mientras que el ganador del grupo 2 (que obtuvo en la tabla general el menor puntaje de los primeros de cada grupo) jugó un repechaje con el ganador de la eliminatoria de Oceanía por otra plaza en el Mundial.

## Tabla final de posiciones
| Selección | Pts. | PJ | PG | PE | PP | GF | GC | Dif. |
| --------- | ---- | -- | -- | -- | -- | -- | -- | ---- |
| Brasil    | 7    | 4  | 3  | 1  | 0  | 13 | 1  | 12   |
| Uruguay   | 6    | 4  | 3  | 0  | 1  | 7  | 2  | 5    |
| Bolivia   | 6    | 4  | 3  | 0  | 1  | 6  | 5  | 1    |
| Chile     | 5    | 4  | 2  | 1  | 1  | 9  | 4  | 5    |
| Colombia  | 5    | 4  | 2  | 1  | 1  | 5  | 3  | 2    |
| Paraguay  | 4    | 4  | 2  | 0  | 2  | 6  | 7  | –1   |
| Ecuador   | 3    | 4  | 1  | 1  | 2  | 4  | 5  | –1   |
| Perú      | 0    | 4  | 0  | 0  | 4  | 2  | 8  | –6   |
| Venezuela | 0    | 4  | 0  | 0  | 4  | 1  | 18 | –17  |

## Partidos

### Grupo 3
| Equipo    | Pts | PJ | PG | PE | PP | GF | GC | Dif |
| --------- | --- | -- | -- | -- | -- | -- | -- | --- |
| Brasil    | 7   | 4  | 3  | 1  | 0  | 13 | 1  | +12 |
| Chile     | 5   | 4  | 2  | 1  | 1  | 9  | 4  | +5  |
| Venezuela | 0   | 4  | 0  | 0  | 4  | 1  | 18 | –17 |

#### Primera vuelta
| 30 de julio de 1989 | Venezuela | 0:4 (0:1) | Brasil                                    | Estadio Brígido Iriarte, Caracas |                         |
|                     |           | Reporte   | Branco 5' · Romário 65' · Bebeto 79', 81' | Árbitro(s): René Ortubé          | Árbitro(s): René Ortubé |

| 6 de agosto de 1989 | Venezuela     | 1:3 (0:2) | Chile                          | Estadio Brígido Iriarte, Caracas                                      |                                                                       |
|                     | Fernández 65' | Reporte   | Aravena 5', 33' · Zamorano 71' | Asistencia: 13.000 espectadores Árbitro(s): Antenor Montalván Miranda | Asistencia: 13.000 espectadores Árbitro(s): Antenor Montalván Miranda |

#### Segunda vuelta
| 20 de agosto de 1989 | Brasil                                                    | 6:0 (4:0) | Venezuela | Estadio Morumbi, São Paulo                                   |                                                              |
|                      | Careca 10', 17', 80', 86' · Silas 37' · Acosta 39' (a.g.) | Reporte   |           | Asistencia: 106.462 espectadores Árbitro(s): Ernesto Filippi | Asistencia: 106.462 espectadores Árbitro(s): Ernesto Filippi |

| 27 de agosto de 1989 | Chile                                         | 5:0 (3:0) | Venezuela | Estadio Malvinas Argentinas, Mendoza                     |                                                          |
|                      | Letelier 14', 34', 69' · Yáñez 44' · Vera 84' | Reporte   |           | Asistencia: 19.000 espectadores Árbitro(s): Elías Jácome | Asistencia: 19.000 espectadores Árbitro(s): Elías Jácome |

## Goleadores
El goleador de la selección venezolana durante las clasificatorias fue Ildemaro Fernández, con una anotación. 
| Jugador            | Selección | Goles |
| ------------------ | --------- | ----- |
| Ildemaro Fernández | Venezuela | 1     |